# ザクセン＝ラウエンブルク

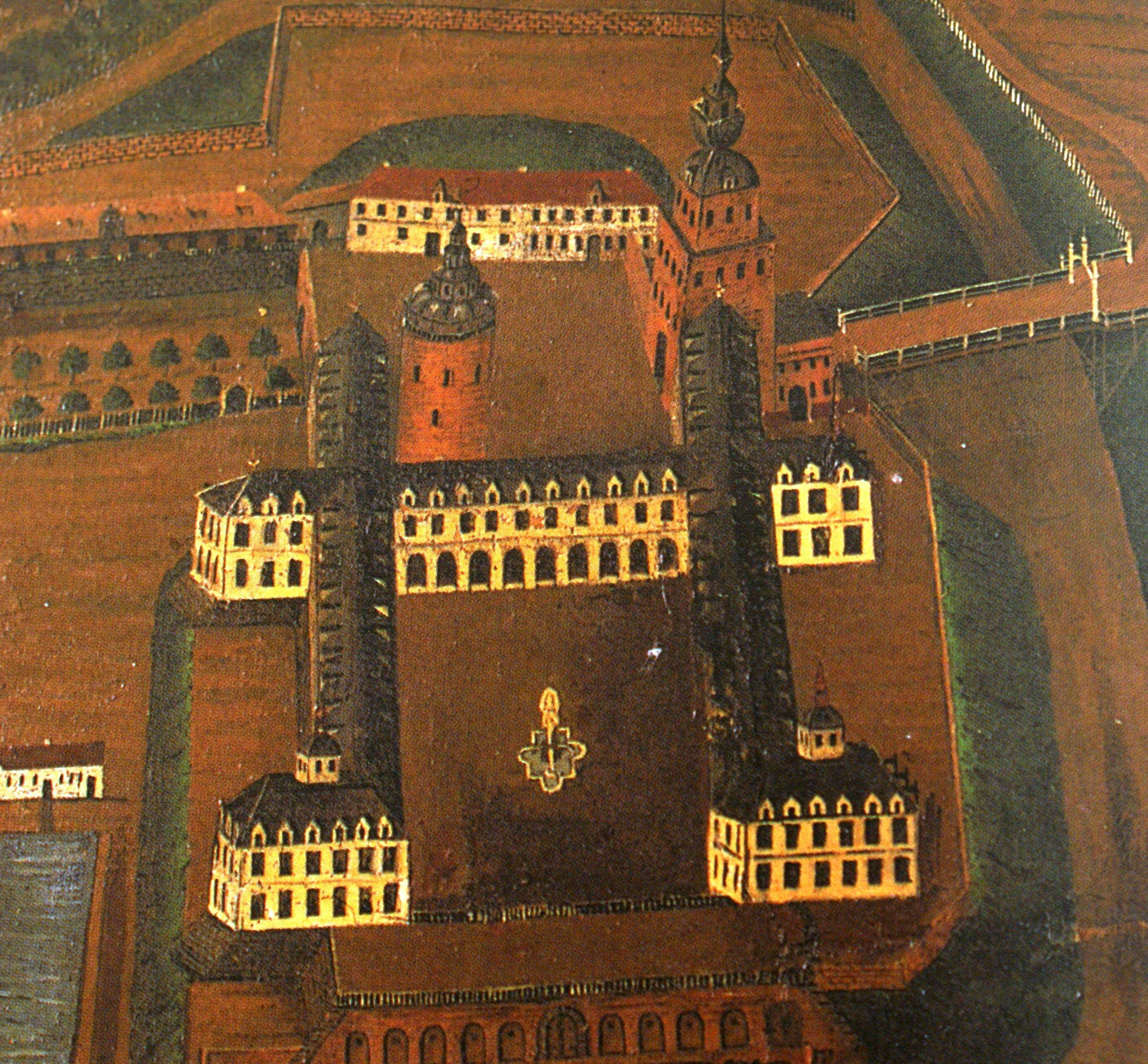
ラウエンブルク城

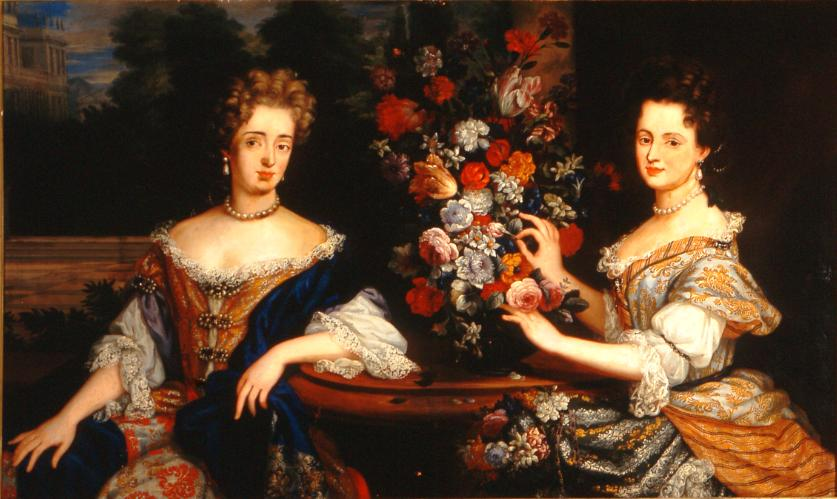
ザクセン＝ラウエンブルク公爵家最後の女子相続人、アンナ・マリア（右）と妹ジビッラ・アウグスタ（左）、1690年頃

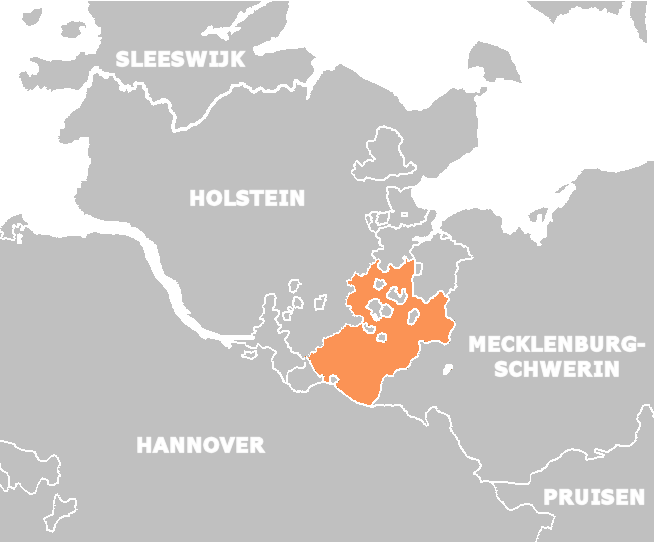
1848年のザクセン＝ラウエンブルク

1860年代のザクセン＝ラウエンブルクの国旗

ザクセン＝ラウエンブルク公国
Herzogtum Sachsen-Lauenburg (ドイツ語)

ザクセン＝ラウエンブルク公領（黄緑色、1400年）

ザクセン＝ラウエンブルク公国（ザクセン＝ラウエンブルクこうこく、独: Herzogtum Sachsen-Lauenburg）は、神聖ローマ帝国の公爵領、領邦である。1296年から1803年、1814年から1876年まで存在した。現在のドイツのシュレースヴィヒ＝ホルシュタイン州の東南端部に位置し、公国の中心部は現在のヘルツォークトゥム・ラウエンブルク郡に相当する領域だった。首都は国名の由来であるラウエンブルクだったが、1619年にラッツェブルクに移された。

## 歴史
ザクセン公国は1296年の分割相続により、ザクセン＝ラウエンブルクとザクセン＝ヴィッテンベルクに分裂した。ザクセン＝ラウエンブルク公爵の居所はラウエンブルク及びラッツェブルクに置かれた。分裂した2つの公国は、成立当初からザクセン公が持つ選帝侯の地位を巡って対立した。1314年の国王選挙では、ハプスブルク家のフリードリヒ3世（美王）とヴィッテルスバッハ家のルートヴィヒ4世が競合状態となった。この選挙でザクセン＝ラウエンブルク公ヨハン2世はザクセン選帝侯としての資格でルートヴィヒ4世に投票、一方でザクセン＝ヴィッテンベルク公ルドルフ1世は同じくザクセン選帝侯の資格でフリードリヒ3世に票を投じた。
1314年の国王選挙では、ザクセン＝ラウエンブルクの支持したルートヴィヒ4世が最終的に勝利、1328年には神聖ローマ皇帝に即位した。しかしルートヴィヒ4世は1346年、対立王に選出されたルクセンブルク家のカール4世によって廃位され、翌1347年に没した。カール4世はザクセン＝ヴィッテンベルク公ルドルフ1世に支持されており、1356年の金印勅書では、ザクセン＝ヴィッテンベルク公がザクセン選帝侯と定められた。ザクセン選帝侯に昇格したザクセン＝ヴィッテンベルク系のアスカーニエン家（アスカン家）が1422年に絶えた時、ザクセン＝ラウエンブルク公エーリヒ5世は選帝侯位を相続しようとしたが叶わず、ヴェッティン家のマイセン辺境伯フリードリヒ4世がザクセン選帝侯位を獲得した。
ザクセン＝ラウエンブルクは14世紀以後、1180年に崩壊した部族公国時代のザクセン公国の後継国家であることを示すため、ニーダーザクセン（Niedersachsen）と称するようになった。1500年に神聖ローマ帝国が税の徴収や共同軍事行動のために帝国クライスを設置した際、ザクセン＝ラウエンブルクとその近隣地域はニーダーザクセン・クライス (en) とされた。一方、ヴェッティン家の支配下に移っていたザクセン選帝侯領とその近隣地域はオーバーザクセン・クライスとされた。
1689年にユリウス・フランツが亡くなると、ザクセン＝ラウエンブルク系アスカーニエン家の男系は絶えた。しかしながら、ザクセン＝ラウエンブルク公爵家の家内法では女子相続も可能とされていた。ユリウス・フランツの2人の娘、アンナ・マリアとジビッラ・アウグスタは、亡き公爵の長女であるアンナ・マリアが公国を相続できるよう奔走した。しかし近隣のブラウンシュヴァイク＝リューネブルク公国の一部を統治するリューネブルク侯ゲオルク・ヴィルヘルムは姉妹の弱みにつけ込み、軍勢を引き連れてザクセン＝ラウエンブルクを侵略し、武力でアンナ・マリアの女子継承を阻止した。
ゲオルク・ヴィルヘルムが女子継承に異議を唱えると、同様に近隣諸国の君主たちもザクセン＝ラウエンブルクの相続権を主張したため、各国の間で継承に関する揉め事が起きた。ザクセン＝ラウエンブルクの相続人に名乗りを挙げたのはメクレンブルク＝シュヴェリーン公国、デンマーク王領ホルシュタイン公国、ザクセン＝ラウエンブルク公爵家と同族の5つのアンハルト侯領、ザクセン選帝侯領、スウェーデン及びブランデンブルク＝プロイセンである。ゲオルク・ヴィルヘルムとデンマーク・ノルウェー王クリスチャン5世は1693年10月9日にハンブルクの和議を結んだ。この和議では、ザクセン＝ラウエンブルク公国の大部分を事実上支配しているリューネブルク侯領が、占領後にホルシュタインに対峙するために築いたラッツェブルクの要塞が解体されることを認めた。その代わり、デンマーク領ホルシュタインはラッツェブルク要塞を破壊した上で、ザクセン＝ラウエンブルク領内から撤退することになった。
結局、ラント・ハーデルンを除くザクセン＝ラウエンブルクはゲオルク・ヴィルヘルムとその相続人であるブラウンシュヴァイク＝リューネブルク（ハノーファー）選帝侯家が領有することになった。一方、正統な女子相続人であるアンナ・マリアとジビッラ・アウグスタ姉妹は追放されてボヘミア領プロスコヴィツェに亡命した。神聖ローマ皇帝レオポルト1世はゲオルク・ヴィルヘルムのザクセン＝ラウエンブルク占有に承認を与えず、リューネブルク侯が支配を及ぼせないハーデルンを自分の管理下においた。1728年、レオポルト1世の次男カール6世はゲオルク・ヴィルヘルムの外孫のグレートブリテン王兼ハノーファー選帝侯ジョージ2世（ゲオルク2世アウグスト）にザクセン＝ラウエンブルク継承に関する承認を与え、ゲオルク・ヴィルヘルムが1689年と1693年に行った占領行為を正当化した。ブラウンシュヴァイク＝リューネブルク選帝侯（ハノーファー選帝侯）は1714年よりグレートブリテン王を兼ねたため、ザクセン＝ラウエンブルクはグレートブリテン王国と同君連合関係になった。
公国は1803年にフランス軍に占領されたが、1805年にフランス軍はオーストリアに対する遠征に参加するためザクセン＝ラウエンブルクを離れた。イギリス、スウェーデン、ロシアは1805年の秋、第三次対仏大同盟戦争の初期にザクセン＝ラウエンブルクを占領した（1806年まで）。1806年の初頭には、プロイセン王国がフランスよりザクセン＝ラウエンブルク公国の領有権を譲られる形で同公国を占領支配した。しかしプロイセンは1806年8月6日の神聖ローマ帝国解体により、ブランデンブルク選帝侯の称号を失ったことに反発し、第四次対仏大同盟に加わってフランスに敵対した。フランスは1806年11月にイエナ・アウエルシュタットの戦いでプロイセンに勝利すると、ザクセン＝ラウエンブルクを再占領した。
ザクセン＝ラウエンブルクはしばらくフランスの占領下に置かれたが、1807年から1810年まで領土の大部分がフランスの衛星国ヴェストファーレン王国に併合され、人口1万5000人ほどの公国領の一部のみがナポレオンの直接支配下に残された。1811年1月1日、ヴェストファーレン王国内のザクセン＝ラウエンブルクの大部分が再びフランス帝国領に戻された。
ナポレオンの失脚後、1813年にザクセン＝ラウエンブルク公国はブラウンシュヴァイク＝リューネブルク選帝侯領との同君連合に戻された。ウィーン会議の決定により、ザクセン＝ラウエンブルクはドイツ連邦の独立構成国の一員となった。1814年、ハノーファー王国（ブラウンシュヴァイク＝リューネブルク選帝侯領が昇格）はプロイセンとの領土交換を行い、ザクセン＝ラウエンブルクを譲渡してオストフリースラントを手に入れた。
1815年6月7日、プロイセンはザクセン＝ラウエンブルクに260万ターラーの補償金を付けてデンマーク王国に譲渡し、代わりにデンマークのポンメルンに対する相続請求権を放棄させた。当初、プロイセンはスウェーデン領ポメラニアの取得に対する補償としてスウェーデン政府にザクセン＝ラウエンブルクを渡そうとしたが、デンマークがスウェーデン領ポメラニアに対する相続請求権を有していたため、スウェーデンが譲歩することとなった。これは1814年のキール条約によるスウェーデンのノルウェー王位取得の代償にポンメルンをデンマークに譲渡するとの履行が果たされず、プロイセンに併合されたため、失われたポンメルンの代りの補償とされたのである。これにより、デンマーク王国とザクセン＝ラウエンブルクの同君連合が成立した。
プロイセンは第二次シュレースヴィヒ＝ホルシュタイン戦争の最中にザクセン＝ラウエンブルクを占領した。1865年、ザクセン＝ラウエンブルクの封建身分はプロイセン王ヴィルヘルム1世にザクセン＝ラウエンブルク公爵位を差し出し、ヴィルヘルム1世はこれを受諾したためプロイセンとの同君連合が成立した。ヴィルヘルム1世はプロイセン宰相オットー・フォン・ビスマルクをザクセン＝ラウエンブルク宰相に任命し、公国はビスマルクの政府の下で1867年に北ドイツ連邦に加盟した。
1871年のドイツ帝国成立に際し、ザクセン＝ラウエンブルクも帝国の構成国に加わった。しかし、1876年7月1日に公国の政府と身分議会は公国の解体を決定し、ザクセン＝ラウエンブルクはプロイセン領シュレースヴィヒ＝ホルシュタイン県のヘルツォークトゥム・ラウエンブルク郡とされた。その後、同郡は1918年の君主制廃止に際してプロイセン州に所属し、1946年にはドイツ連邦共和国のシュレースヴィヒ＝ホルシュタイン州に属し、現在に至っている。

## ザクセン＝ラウエンブルク公

### アスカニア家（1296年 - 1689年）
- ヨハン2世（在位：1296年 - 1305年、兄弟との共同統治）
- アルブレヒト3世（在位：1296年 - 1305年、兄弟との共同統治）
- エーリヒ1世（在位：1296年 - 1305年、兄弟との共同統治）

1305年、公国はベルゲドルフ＝メルン系とラッツェブルク＝ラウエンブルク系に分裂する。

#### ベルゲドルフ＝メルン系（1305年 - 1401年）
- ヨハン2世（在位：1305年 - 1321年）
- アルブレヒト4世（在位：1321年 - 1343年）
- ヨハン3世（在位：1343年 - 1356年）
- アルブレヒト5世（在位：1356年 - 1370年）
- エーリヒ3世（在位：1370年 - 1401年）

ベルゲドルフ＝メルン系は1401年に断絶し、ラッツェブルク＝ラウエンブルク系が公国を再統合する。

#### ラッツェブルク＝ラウエンブルク系（1305年 - 1401年）
- アルブレヒト3世（在位：1305年 - 1308年、エーリヒ1世と共同統治）
- エーリヒ1世（在位：1305年 - 1361年、アルブレヒト3世と共同統治）
- エーリヒ2世（在位：1361年 - 1368年）
- エーリヒ4世（在位：1368年 - 1401年）

1401年、ベルゲドルフ＝メルン系の断絶に伴いラッツェブルク＝ラウエンブルク系が公国を統合する。

#### ザクセン＝ラウエンブルク系（1401年 - 1689年）
- エーリヒ4世（在位：1401年 - 1412年）
- エーリヒ5世（在位：1412年 - 1436年）
- ベルンハルト2世（在位：1436年 - 1463年）
- ヨハン5世（在位：1463年 - 1507年）
- マグヌス1世（在位：1507年 - 1543年）
- フランツ1世（在位：1543年 - 1581年）
- フランツ2世（在位：1581年 - 1619年）
- アウグスト（在位：1619年 - 1656年）
- ユリウス・ハインリヒ（在位：1656年 - 1665年）
- フランツ・エルトマン（在位：1665年 - 1666年）
- ユリウス・フランツ（在位：1666年 - 1689年）

### ヴェルフ家（1689年 - 1803年）

#### リューネブルク＝ツェレ系（1689年 - 1705年）
- ゲオルク・ヴィルヘルム（在位：1689年 - 1705年） - リューネブルク侯

#### ハノーファー系（1689年 - 1705年）
- ゲオルク1世ルートヴィヒ（在位：1705年 - 1727年） - ブラウンシュヴァイク＝リューネブルク選帝侯、1714年よりイギリス王
- ゲオルク2世（在位：1727年 - 1760年） - イギリス王、ブラウンシュヴァイク＝リューネブルク選帝侯
- ゲオルク3世（在位：1760年 - 1803年） - イギリス王、ブラウンシュヴァイク＝リューネブルク選帝侯

1803年から1814年まで、ザクセン＝ラウエンブルクは諸外国の占領統治下に置かれる。

### オルデンブルク家（1814年 - 1864年）

#### デンマーク王家系（1814年 - 1863年）
- フリードリヒ1世（在位：1814年 - 1839年） - デンマーク王、シュレースヴィヒ＝ホルシュタイン公としてはフレゼリク6世
- クリスティアン1世（在位：1839年 - 1848年） - デンマーク王、シュレースヴィヒ＝ホルシュタイン公としてはクリスチャン8世
- フリードリヒ2世（在位：1848年 - 1863年） - デンマーク王、シュレースヴィヒ＝ホルシュタイン公としてはフレゼリク7世

#### グリュックスブルク系（1863年 - 1864年）
- クリスティアン2世（在位：1863年 - 1864年） - デンマーク王、シュレースヴィヒ＝ホルシュタイン公としてはクリスチャン9世

1864年、ザクセン＝ラウエンブルクはプロイセン軍に占領される。

### ホーエンツォレルン家（1865年 - 1876年）
- ヴィルヘルム1世（在位：1865年 - 1876年） - プロイセン王、1871年よりドイツ皇帝

1876年、ザクセン＝ラウエンブルクは同君連合となったプロイセン王国に併合される。
1890年、ドイツ帝国宰相オットー・フォン・ビスマルク侯爵が、プロイセン王国貴族の爵位としてザクセン＝ラウエンブルク公爵位を授けられる。